# Kjetil Bjerkestrand
Kjetil Bjerkestrand (Kristiansund; 18 de mayo de 1955) es un músico, compositor y productor noruego.
Ha colaborado con varios artistas noruegos, aunque se le reconoce principalmente por sus trabajos con Magne Furuholmen, miembro de a-ha, y colaboraciones con esta banda.

## Carrera musical
Timbersound es el nombre de la agrupación musical de Kjetil y Magne Furuholmen formada en 1994 debido a la necesidad de continuar el segundo su carrera después de la separación de su grupo a-ha. Fue creada para dedicarse a la composición de música para el cine y así fue hasta la disolución del dueto en 1998 lanzando un total de tres bandas sonoras: Ti Kniver I Hjertet de la película homónima de 1994, Hotel Oslo para la serie de televisión homónima escandinava de 1997 y, finalmente, Hermetic para la película 1732 Høtten de 1998.
Después de Timbersound, Kjetil realizó su última banda sonora junto con Magne Furuholmen en 2001, Dragonfly, para la película Øyenstikker.
Desde su regreso en 1998, Kjetil ha colaborado con a-ha como productor y músico en los álbumes Minor Earth Major Sky (2000), Lifelines (2002) y Analogue (2005).
Por último, Kjetil ha colaborado también en todos los álbum solistas de Morten Harket, salvo Vogts Villa (1996), desde 1993 hasta 2012.
Todavía no se sabe nada, pero es posible que Kjetil haya estado colaborando con a-ha en su nuevo álbum de estudio, Foot of the Mountain (2009).

## Discografía
Timbersound:
- Ti Kniver I Hjertet (1994)
- Hotel Oslo (1997)
- Hermetic (1998)

Colaboraciones con Magne Furuholmen:
- Dragonfly (2001)

Colaboraciones con a-ha:
- Minor Earth, Major Sky (2000)
- Lifelines (2002)
- Analogue (2005)

Colaboraciones con Morten Harket:
- Poetenes Evangelium (1993)
- Wild Seed (1995)
- Letter From Egypt (2008)
- Out Of My Hands (2012)

- Datos: Q924627